# Eroze

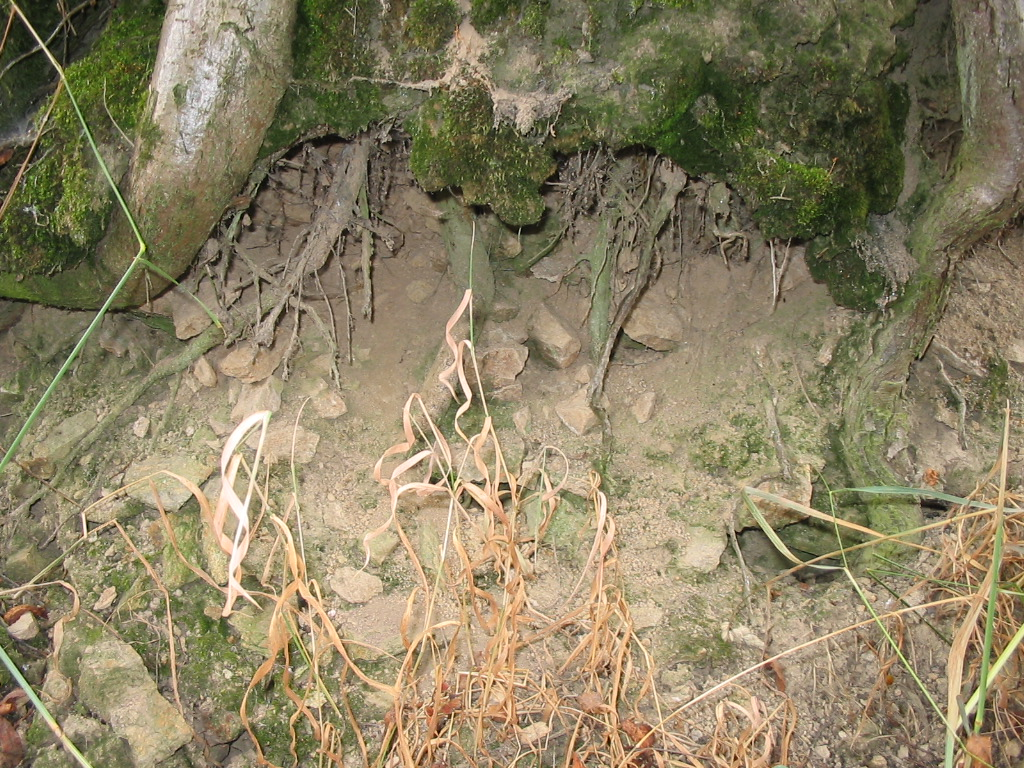
Eroze způsobená tekoucí vodou v korytu

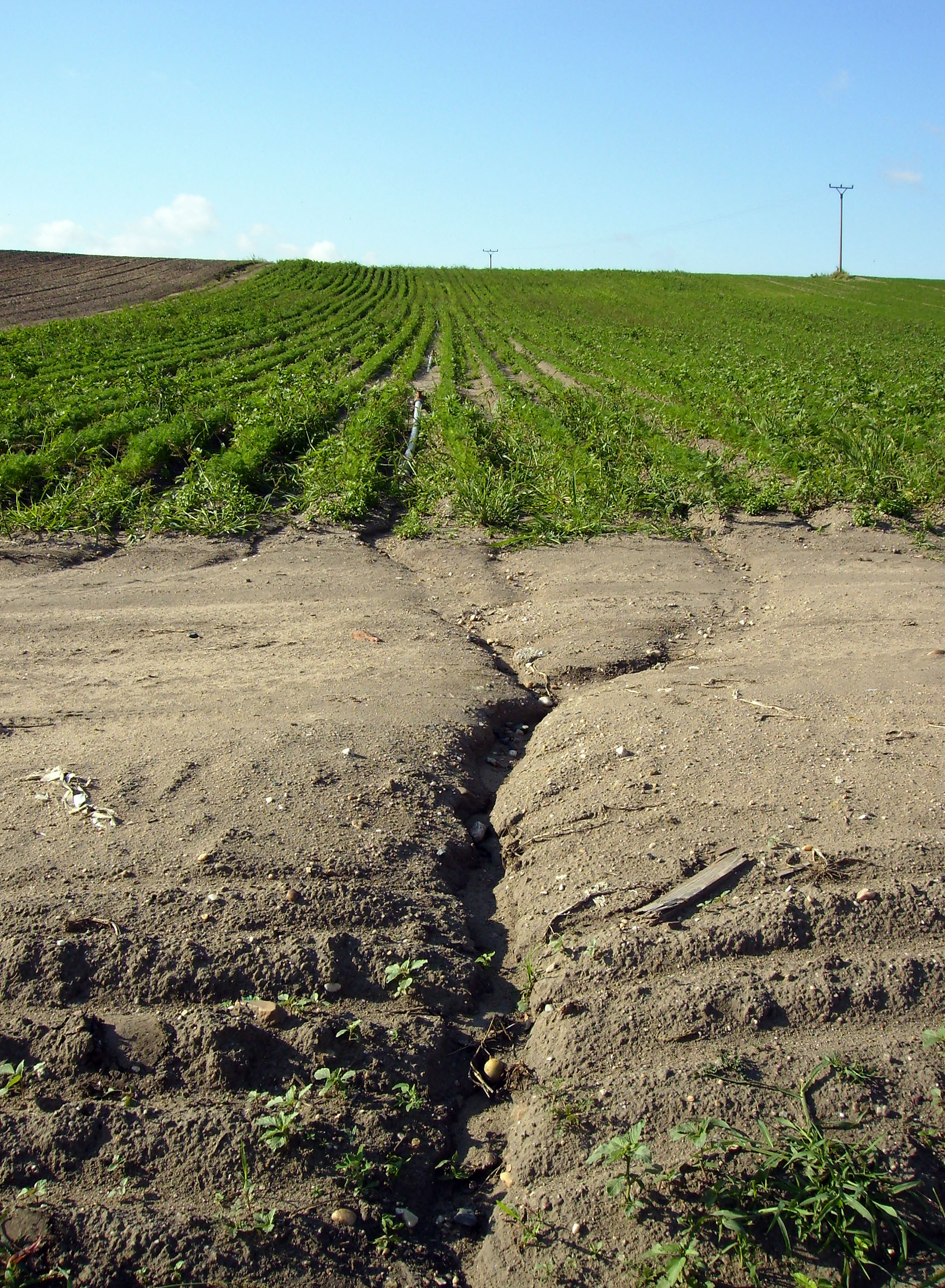
Eroze podpořená nesprávnou orbou

Eroze (z latinského erosio; erodere = vyhlodat) je přirozený proces rozrušování a transportu objektů na zemském povrchu (půda, horniny, skály atd.). Příčinou eroze je mechanické působení pohybujících se okolních látek – především větru, proudící nebo vlnící se vody, ledu, sněhu, pohyblivých zvětralin a nezpevněných usazenin. Eroze byla vždy existujícím přírodním procesem. Určitý stupeň eroze jako přírodního jevu může být prospěšný ekosystémům, ovšem zejména od 20. století se činností člověka zvyšuje eroze půd, což se projevuje rostoucím odnosem půdy.
Eroze není chemické rozpouštění hornin (koroze).
Věda o erozi a protierozní ochraně se nazývá erodologie.

## Historie termínu eroze
První známý doklad termínu „eroze“ v angličtině pochází z překladu středověkého textu o chirurgii francouzského lékaře Guy de Chauliace (*okolo 1300, †1368) do angličtiny. Pod názvem The Questyonary of Cyrurygens (1542) text přeložil Robert Copland. Copland termín použil k popisu rozvoje vředů v ústech. V jiné než lékařské literatuře použil termín „eroze“, resp. „erosion“ poprvé Oliver Goldsmith v roce 1774 v osmisvazkovém díle A History of the Earth, and Animated Nature při popisu eroze země vodou: „And it is happy for man that bounds are thus put to the erosion of the earth by water; and that we find all rivers only dig and widen themselves but to a certain degree“. [Ve stati o erozi se odkazuje na různá místa (passim.) díla Guglielmini della Natura de Fiumi.] Na problematiku (a problém) eroze půdy upozornil zejména americký erodolog Hugh Hammond Bennett odbornými i populárně-naučnými publikacemi ve 20. letech 20. století. Pojem se v odborné literatuře začal běžně používat ve 30. a 40. letech 20. století.

## Příčiny eroze
Eroze je způsobena gravitací za přispění dalších faktorů, jako je např. intenzita srážek, struktura půdy, sklon svahu, hustota rostlinného pokryvu, způsob využívání půdy. Je úměrná proudící hmotě m a rychlosti v (m · v²/2). Rychlost eroze představuje množství nebo mocnost materiálu přemístěného za určité časové období. Podstatnou překážkou je tvrdost erodované horniny, v měkčích horninách je eroze rozměrnější, jedná se tedy o selektivní činnost.
Důležitým faktorem eroze je déšť, intenzita eroze je však závislá na spolupůsobení dalších faktorů. Rostlinný pokryv zabraňuje vyššímu stupni eroze, naopak odlesněné svahy či vypasené svahy podlehnou erozi rychleji. Půdy obsahující větší množství jílovitých minerálů přijímají méně vody a na volnějším svahu jsou méně narušovány. Erozi půdy zvyšuje spásání travin. Významným činitelem současnosti je činnost člověka. nekontrolovaná těžba dřeva, stavba obydlí a komunikací. Zejména stavba silnic a železničních tratí narušuje přirozenou říční síť a voda stékající po vozovce se dostává do míst, kam by jinak neproudila, a přispívá k erozi půdy.
Stejně tak změna skladby pokryvu ovlivňuje erozi, neboť různé druhy vegetace mají odlišný účinek při rychlosti infiltrace deště do půdy. Vliv odlesňování či vypalování tropických pralesů lze dobře pozorovat na Madagaskaru, kde eroze způsobuje vznik plošin se zemědělsky nevyužitelnou půdou a četnými erozními roklemi. Zejména v ekonomicky chudých oblastech se tak střetává zájem na ochraně přírody s možností obživy obyvatel. Dále také zemědělství, které je založeno na pěstování rostlin potřebujících ke kultivaci nekrytou půdu (např. pšenice), a rozšířené využívání pluhu k obdělávání půdy, vede k erozi.

## Druhy eroze

### Gravitační eroze
Síla gravitace způsobuje svahové pohyby hornin a sedimentů. Tento typ probíhá v přírodě nepřerušeně na všech svazích. Někde zvolna, jindy dochází k náhlých pohybům, často s katastrofálními následky. Pomalou erozí vznikají suťové kužele na úpatích svahů, typické pro velehorský reliéf.

### Vodní eroze

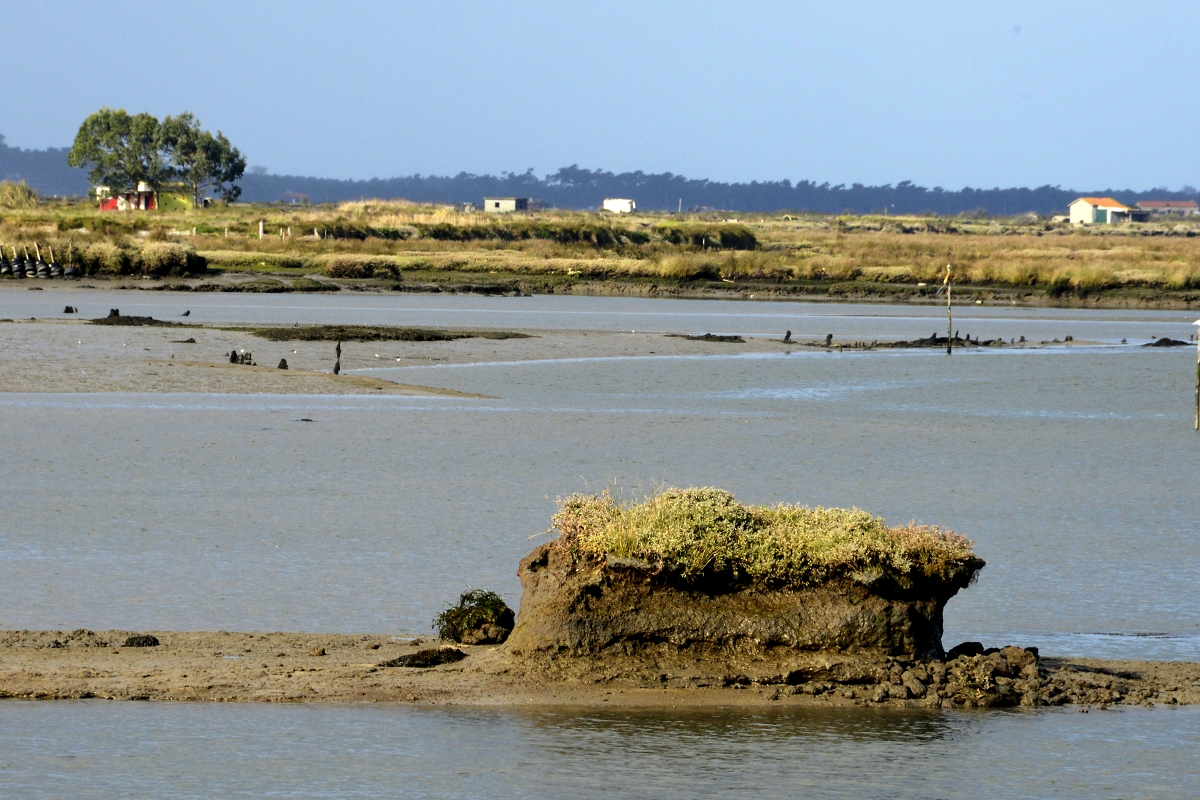
Vodní eroze v portugalském Aveiru

Jedním z typů je eroze způsobená deštěm, protože dopadem dešťových kapek dochází k oddělování malých půdních částic. Pokud množství srážek převýší infiltraci půdy, dochází ke splachu částic proudící vodou. Jiným typem je eroze tekoucí vodou. Na horních tocích je převážně hloubková (vertikální), údolí mají typický průřez ve tvaru písmene V a spád toku je poměrně značný. Po dosažení erozní základy začne převažovat boční (laterální) eroze, mířící vodorovně na některou stranu. Dochází k rozšiřování údolí a vytváří se úzká povodňová oblast. V období záplav pak dochází k zvyšování eroze při zvýšení množství protékané vody i unášeného materiálu. Na horních tocích řek se můžeme setkat se zpětnou erozí, prohlubováním koryta zpětným proudem. U vodopádů se zpětná eroze projevuje ústupem prahu proti proudu, dochází i k tzv. říčnímu pirátství. Vířivým pohybem vody vznikají kotlovité prohlubně, zvané obří hrnce. Erodující proud má dva koncové body, svrchní (u řeky pramen) a spodní (ústí) výmolnou základnu (erozní bázi). Čím větší je výškový rozdíl těchto bodů, tím je eroze větší. V životě řek se střídají erozní období s obdobími akumulačními, výsledkem střídání při spolupůsobení tektonických, klimatických a dalších činitelů jsou pak říční terasy. Eroze též závisí na změnách klimatu a pohybech zemské kůry. V případě, že by tyto procesy erozi neovlivňovaly, došlo by k zarovnání souší asi na výšku kolem 250 m n. m.
K erozi způsobené vodou řadíme i působení mořské vody na pobřeží. Sama energie narážejících vln může způsobovat „odlamování“ různě velkých částic, které pak neseny pobřežními proudy zvyšují účinnost eroze. Ta nastává, pokud množství neseného materiálu je menší než množství oderodovaného materiálu. Pokud převažuje unášený materiál, vznikají písečné či štěrkové břehy, které mohou vlivem proudění migrovat podél pobřeží a střídavě jej tak chránit.

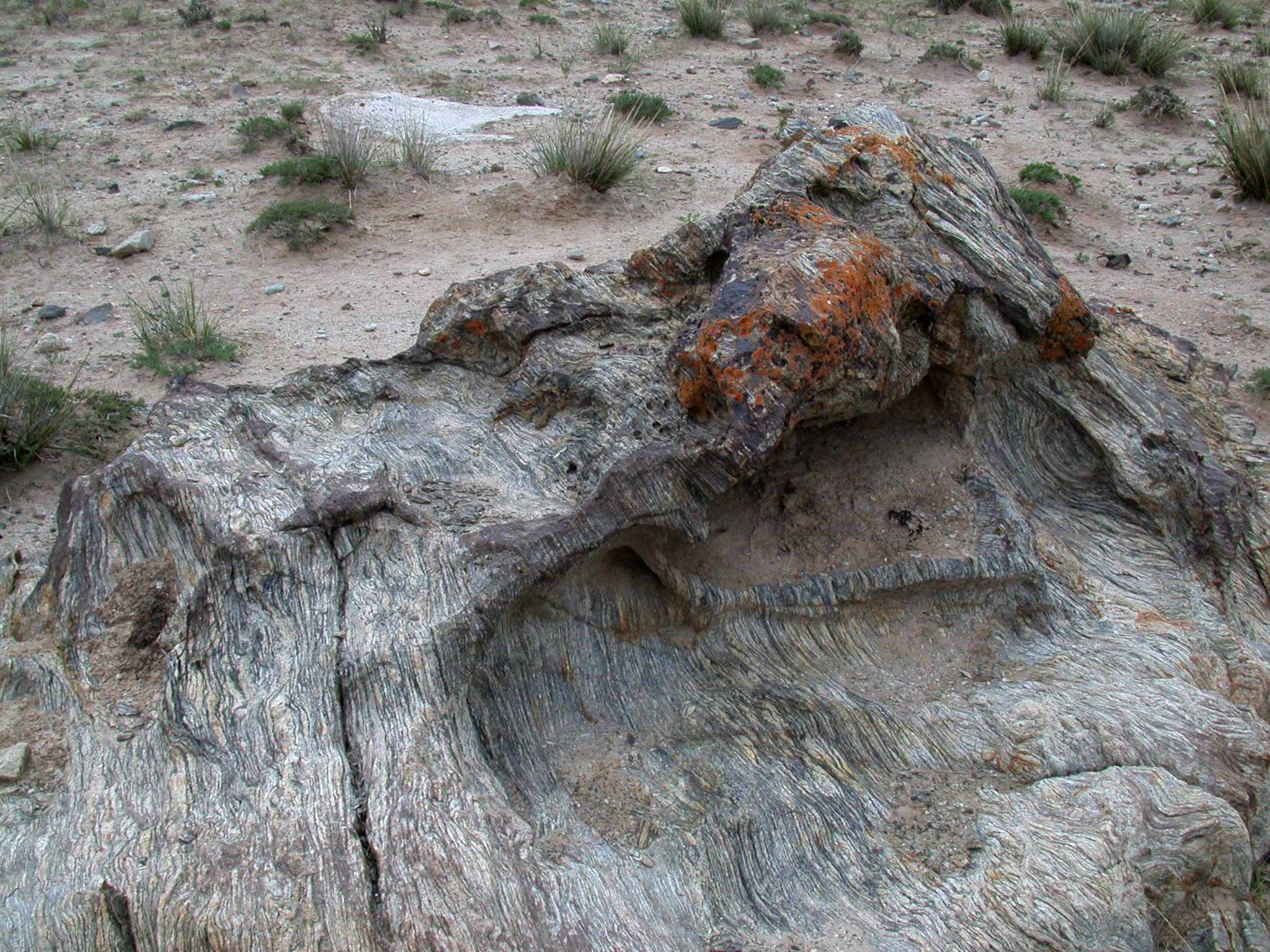
Balvan ruly erodovaný větrem, Čína

### Větrná eroze
Rušivou činnost větru lze rozdělit na korazi neboli obrus třením větrem transportovaného materiálu a deflaci neboli větrný odnos sypkého zvětralého povrchu. Koraze je závislá na síle větru, množství a hrubosti unášeného materiálu a na úhlu dopadajícího větru. Výsledkem jsou hrance, eologlyptolity, houbovité skalní útvary, bašty, skalní okna, skalní mosty apod. V širším slova smyslu se pojem koraze užívá jako synonymum „abraze“, tj. procesu erodování povrchu transportovaným materiálem vůbec. Důležitým obranným faktorem je vysazování větrolamů a zvyšování hustoty rostlinného pokryvu osazováním pohyblivých písků na okrajích pouští.

### Eroze působením ledu
V první řadě jde o působení ledovcových splazů. Dochází při něm k vylamování a vlečení kusů hornin skalního podkladu. Pohybem ledovce společně s působením neseného horninového materiálu dochází k přemodelování údolí před ledovcem a vzniku tzv. trogů, ledovcových údolí ve tvaru U. K erozi přispívá i voda z tajících ledovců: jejím vířivým pohybem vznikají např. ledovcové obří hrnce. Významným erozním faktorem je i působení ledu v malých skalních prasklinkách, které jsou zavodněny a působením mrazu dochází při rozpínání ledu k odlamování částí skal. Na prudkých svazích tomuto jevu napomáhá gravitační síla. Tento jev může způsobovat stavebně-technické problémy v místech, kde pod takto narušenou skálou vedou komunikace či se nacházejí lidská obydlí. (Tento problém v současnosti ohrožuje např. Hřensko v severních Čechách).

### Tektonické účinky eroze
Části zemského povrchu jsou působením vody (déšť, proudící voda, led aj.) a větru postupně rozrušovány a transportovány do nižších poloh. Při přenosu velkého množství materiálu z jedné oblasti do druhé může dojít k tektonickým či izostatickým pohybům následkem odlehčení podloží v oblasti odnosu. Člověk svou činností (kácení lesů, intenzivní zemědělství, stavba silnic a železnic) tento proces urychluje. A naopak některými zásahy (zpevňování břehů, ochranné zdi a sítě, betonové injektáže, výsadba určitých rostlin) erozi záměrně brání či ji zpomaluje.

## Vliv člověka a škody způsobené erozí
Podle Evropské agentury pro životní prostředí je vodní erozi vystaveno 115 milionů hektarů půdy a zhruba 42 milionů hektarů půdy je vystaveno erozi větrem. Ve 13 členských státech EU se roční škody způsobené erozí odhadují na 700 milionů až 14 miliard euro ročně.

### Česká republika
Vodní erozí je v České republice ohrožena více než polovina ze skoro 4,2 milionu hektarů plochy zemědělské půdy, podle jiných zdrojů až 60 %.
Finančně vyčíslená ztráta 21 milionů tun ornice ročně může činit deset miliard korun. Ministerstvo zemědělství od ledna 2019 zpřísnilo ochranu půdy proti erozi. Plochy spadající do ochrany se z 10,5 % zvětšily na 25 % výměry zemědělské půdy. Zemědělci, kteří pěstují rizikové plodiny na mírně erozně ohrožených půdách, musí mít širší ochranné pásy, na kterých se pěstují vhodné plodiny jako pícniny nebo tráva. Dříve musely mít šířku minimálně 12 metrů, od ledna to je 22 metrů. Od roku 2020 začne platit, že pokud bude půda ohrožena erozí, budou moci zemědělci v létě pěstovat plodiny v kuse max. na 30 hektarech, jinak přijdou o část dotací. Podle ministerstva se opatření dotkne zhruba čtvrtiny orné půdy s výměrou téměř 600 000 hektarů a 2300 podniků nebo fyzických osob, které na nich hospodaří. Jde o jeden z kroků, jak omezit erozi, ale i například dopady srážek a následných povodní.

## Metody zpomalování eroze
Níže jsou rámcově nastíněny obecné metody, jak lze zamezit nebo alespoň zpomalit erozi, zejména v zemědělství. Některé z metod jsou známy po staletí.
- Orba po vrstevnici. Minimalizuje se postupné sesouvání kvalitní půdy do nižších poloh.
- Budování průlehů – příkopů, které rozdělí delší prudký svah na řadu menších a umožní se tak vodě vsáknout. Vhodné jen pro některé plodiny ne vždy slučitelné se zemědělskou velkovýrobou (určité snížení přístupnosti větším strojům).
- Budování zasakovacích pásů – vystouplých teras na svazích, které zastaví vodu a umožní jí vsáknout do půdy.
- Kompostování. Obnovuje kvalitu půdy a poskytuje podmínky pro kvantitativně vyšší růst vegetace.
- Pěstování ochranných plodin, tedy takových, které kromě úrody mají funkci ve zpevňování půdy kořeny.
- Smíšené kultury (v kombinaci s předchozími).
- Zákaz pěstování erozně nebezpečných plodin (v ČR na tzv. silně erozně ohrožené půdě zákaz kukuřice, brambor, řepy, bobu setého, sóji, slunečnice a čiroku).
- Cyklická změna zemědělských kultur. Má význam v dlouhodobějším měřítku, současně dává možnost půdě obnovit živiny, které ta která kultura využívala ve zvýšené míře.[7]